# 御宿町立御宿小学校
御宿町立御宿小学校（おんじゅくちょうりつ おんじゅくしょうがっこう）は、千葉県夷隅郡御宿町久保にある公立小学校。
五倫黌（ごりんこう）という別名を持つ。

## 概要
- 2007年3月に同町岩和田の岩和田小学校が廃校となり、同年4月より統合された。

## 教育目標
「元気に学ぶ」－体も頭も心も元気－

### 重点目標
- 児童が動いて学ぶ活動を積極的に進める。
- 安全・安心な学校づくりを一層進める。
- 指導力の向上に努める。

### めざす児童像
- 「体も元気」 健全な生活習慣　進んで運動する　進んで働く
- 「頭も元気」 自ら学ぶ　根気強く学ぶ　気付く
- 「心も元気」 元気にあいさつ　よさを認める　夢を持つ

## 交通
- 東日本旅客鉄道（JR東日本）外房線 御宿駅下車、徒歩約5分。

## なぎさマラソン
概要
- 毎年、11月後半もしくは12月前半あたりに午前中、御宿中央海岸で、毎年恒例の御宿小学校の「なぎさマラソン」がおこなわれており、大勢の保護者も応援に駆けつけるほどの恒例行事となっている。
- 砂浜を走るというのが、このマラソン大会の最大のポイントとなり、各学年の男女別に走り、距離は5,6年生の1000mが最長となっている。

## 沿革

### 御宿小学校
- 1874年（明治7年）2月 - 浜小学校、久保小学校創立[2]。
- 1877年（明治10年）5月 - 久保小学校を分割し高山田小学校を設置[2]。
- 1879年（明治12年）1月 - 久保小学校を浪花村岩和田小学校附属分教場、高山田小学校を布施村上布施小学校附属校に改める[2]。
- 1881年（明治14年）10月 - 第2次教育令に基づき浜小学校に初等科・中等科を置く[2]。
  - 11月 - 岩和田小学校附属六軒町教場を設置[2]。
- 1885年（明治18年）1月 - 上布施小学校附属高山田教場、岩和田小学校附属六軒町教場、岩和田小学校附属久保分教場を浜小学校に移管[2]。
- 1887年（明治20年）2月 - 浜小学校を須賀尋常小学校と改称、高山田簡易科を設置[2]。
- 1889年（明治22年）6月 - 須賀尋常小学校を御宿尋常小学校と改称、高山田簡易科を高山田分校と改称[3]。
- 1891年（明治24年）2月1日 - 久保分教場、六軒町分教場廃止[3]。
- 1892年（明治25年）5月 - 高山田分校廃止[3]。
  - 11月 - 高等科を併置、御宿尋常高等小学校となる[3]。
- 1902年（明治35年）9月28日 - 大暴風雨のため校舎3棟が倒壊、村内各寺院を教室に充てて授業を行う[4]。
- 1907年（明治40年）5月 - 校舎再建のため村内各戸あたり5厘の日掛貯金を開始[4]。
- 1914年（大正3年）7月 - 新校舎落成[5]。
- 1941年（昭和16年）4月1日 - 御宿町国民学校と改称[6]。
- 1947年（昭和22年）4月1日 - 御宿町立御宿小学校と改称[7]。
- 1959年（昭和34年）3月6日 - 白鳥省吾作詞・佐藤吉五郎作曲による校歌を制定[7]。
- 1961年（昭和36年）10月 - 校旗を制定[7]。
- 1967年（昭和42年）10月27日 - 校舎が全面改築され、鉄筋コンクリート3階建の新校舎が落成[8]。
- 2007年（平成19年）3月 - 岩和田小学校が御宿小学校に統合され閉校となる[9]。

### 岩和田小学校
- 1874年（明治7年）2月 - 岩和田村に岩和田小学校設立、安立寺を仮校舎とする[10]。
- 1889年（明治22年）4月 - 法蔵寺に移り仮校舎とする[10]。
  - 9月 - 岩和田尋常小学校と改称[10]。
- 1894年（明治27年）1月 - 校舎が完成し移転[10]。
- 1902年（明治35年） - 高等科を設立し岩和田尋常高等小学校と改称[11]。
  - 9月28日 - 大暴風雨により校舎倒壊、大福寺・浄願寺・安立寺に分散し授業を実施する[11]。
- 1904年（明治37年）4月24日 - 校舎再建[11]。
- 1908年（明治41年）4月1日 - 高等科を廃止し岩和田尋常小学校に戻る[11]。
- 1941年（昭和41年）4月1日 - 浪花村立岩和田国民学校と改称[12]。
- 1947年（昭和22年）4月1日 - 浪花村立岩和田小学校と改称[13]。
- 1955年（昭和30年）4月1日 - 町村合併により御宿町立岩和田小学校と改称[13]。
- 1974年（昭和49年）2月 - 加藤まさを作詞・作曲による校歌を制定[13]。
- 2007年（平成19年）3月 - 御宿小学校に統合され閉校[9]。

## 「五倫黌」
御宿小学校は「五倫黌」（ごりんこう）の別名を持つが、その由来は以下の通りである。
1902年（明治35年）9月28日、暴風雨（足尾台風）により、御宿小学校の校舎3棟が全て倒壊し、村内の各寺院を教室として授業を行うことになった。当時の御宿村の財政では校舎の再建は不可能であったため、御宿小学校校長の伊藤鬼一郎は、校舎再建費用を捻出するため、全村民に対して、1戸あたり毎日5厘ずつの日掛け貯金を呼びかけた。この貯金は全村民の協力のもと、1907年（明治40年）5月1日に正式に発足し、1912年（明治45年）5月1日からは1戸あたり1日1銭に値上げされた。この結果、1914年（大正3年）7月までに1万5000余円の貯金が集まり、共同貯金会の寄付金と合わせ3万余円となった。新校舎は1911年（明治44年）4月に起工し、1914年7月に落成した。
佐倉連隊区司令官の黒田善治は、御宿を訪れた際に、この「五厘講貯金」と呼ばれた貯金の話を知って感激した。黒田は後年、1930年（昭和5年）10月に伊藤元校長を訪問し、「五倫黌」と書かれた扁額を寄贈した。「五倫黌」は、「五厘講」と儒教の「五倫」、学校を意味する「黌」とをそれぞれかけたものである。この扁額は校舎の玄関に掲げられていたが、1967年に校舎が全面改築された後は校長室に飾られている。
御宿小学校では、児童会活動の中に「五倫委員会」があり、同校における望ましい児童の姿を表す言葉として「五倫の子」という表現がされている。また、御宿小学校のホームページは「ごりんのひろば」と命名されている。